# György Szabó (1921)
György Szabó (9 gennaio 1921 – 1º settembre 1962) è stato un calciatore ungherese, di ruolo centrocampista o difensore.